# Guillaume d'Arschot Schoonhoven (1867-1935)
Guillaume Arnould Philippe Eugène d'Arschot Schoonhoven (Brussel, 28 december 1867 - Villefranche-sur-Mer, 13 april 1935) was een Belgisch diplomaat, hofdignitaris, schrijver en bibliofiel.

## Biografie

### Familie
Graaf Guillaume d'Arschot Schoonhoven was een telg uit het geslacht d'Arschot Schoonhoven. Hij was een zoon van graaf Anatole d'Arschot Schoonhoven (1830-1879) en gravin Alice de Looz-Corswarem (1839-1912).
Hij trouwde in 1907 in Le Cannet met Eva Zarouhi Nubar (1883-1973), dochter van pasja Boghos Nubar, een Armeens diplomaat die samen met baron Édouard Empain Heliopolis stichtte, en prinses Marie Dadiani. Ze kregen twee zoons en vier dochters.
- Philippe d'Arschot Schoonhoven (1908-1986), kunsthistoricus en -criticus, trouwde in 1935 in Parijs met Roberte de Mun (1915-1986), dochter van markies Gabriel de Mun, Frans historicus, politicus en voorzitter van het Franse Rode Kruis. Ze kregen een zoon, met afstammelingen tot heden.
- Anne d'Arschot Schoonhoven (1910-1966), trouwde in 1938 in Brussel met graaf François d'Avout d'Auterstaedt (1907-2001), Frans luitenant-kolonel in de infanterie, zoon van hertog Louis Davout d'Auerstaedt, Frans militair en burgemeester van Brémontier-Merval. Ze kregen een zoon en vier dochters, met afstammelingen tot heden.
- Ghislaine d'Arschot Schoonhoven (1912-1997), trouwde in 1934 in Brussel met prins Franz Joseph zu Windisch-Graetz (1904-1981), zoon van vorst Otto zu Windisch-Graetz en aartshertogin Elisabeth Marie van Oostenrijk en kleinzoon van prinses Stefanie van België. Ze kregen een zoon en een dochter, met afstammelingen tot heden.
- Marguerite d'Arschot Schoonhoven (1916-1942), trouwde in 1937 in Brussel met graaf Didier d'Aspremont Lynden de Maillen (1910-1978), burgemeester van Mohiville. Ze kregen een dochter, met afstammelingen tot heden.
- Jean d'Arschot Schoonhoven (1924-1986), burgemeester van Waanrode en gemeenteraadslid van Kortenaken, trouwde in 1948 in Sint-Pieters-Woluwe met Bernadette Orban (1926-2012), kleindochter van Alfred Orban. Ze kregen een zoon en drie dochters, met afstammelingen tot heden.

### Loopbaan
D'Arschot Schoonhoven was buitengewoon gezant en gevolmachtigd minister en van 1910 tot 1925 kabinetschef van koning Albert I.
Tevens was hij:
- ondervoorzitter van de afdeling Landschappen van de Commission royale des monuments et des sites,
- lid van de toezichtscommissie van de Musées royaux du Cinquantenaire,
- vicevoorzitter van de Société des bibliophiles et iconophiles de Belgique,
- lid van de Académie royale d'archéologie de Belgique,
- erevoorzitter van de Koninklijke Fanfare Deugd en Vreugd in Waanrode,
- hoofdman van de Sint-Sebastiaansgilde in Waanrode.

## Selecte bibliografie
- Les d'Arschot de Schoonhoven, 1600-1926, Brussel, Dewit, 1927.